# Bangor Erris
Bangor Erris is een plaats in het Ierse graafschap Mayo. De plaats telt 266 inwoners.